# Grundner & Lemisch

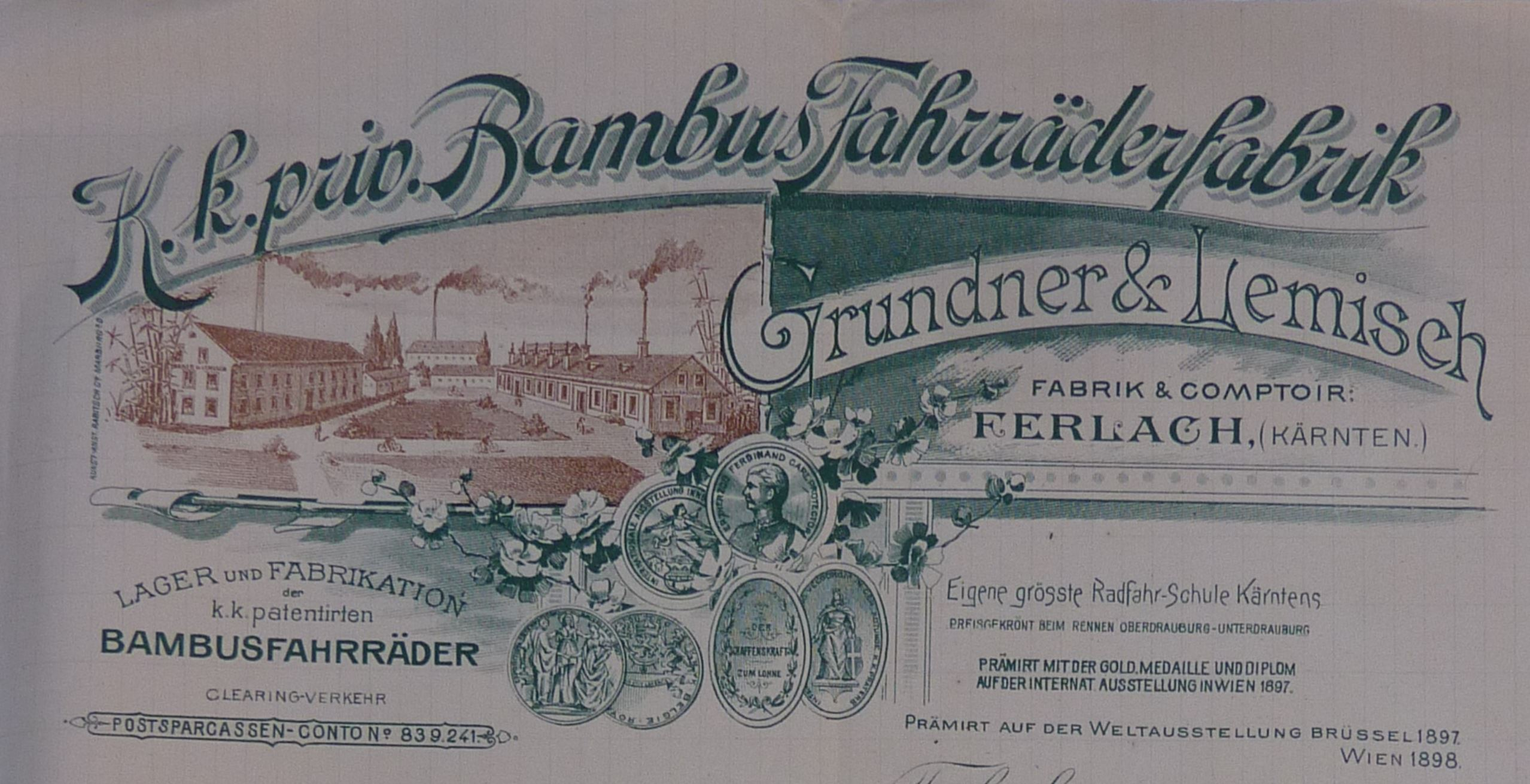
Briefkopf der Firma Grundner & Lemisch von 1899

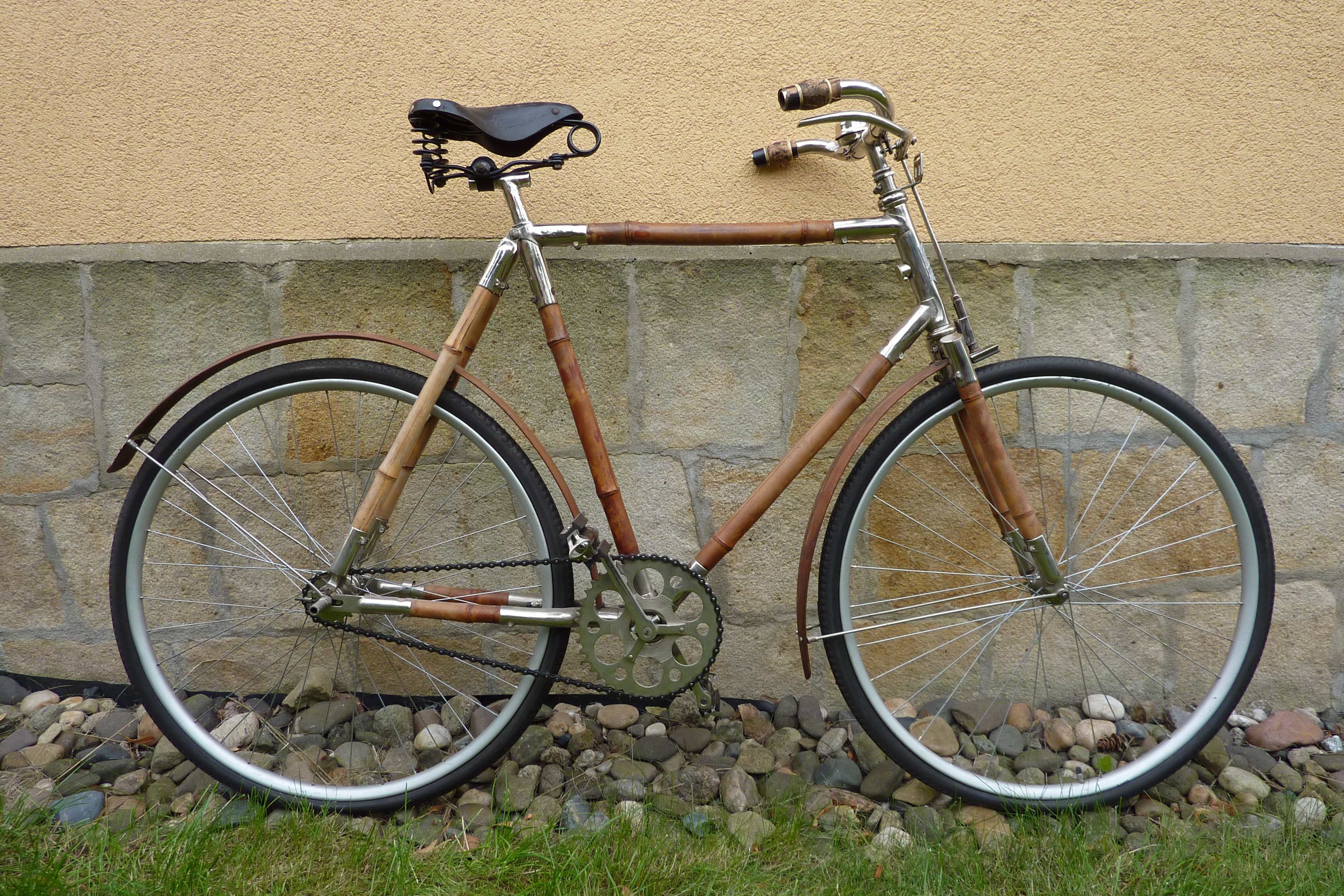
Restauriertes Bambusfahrrad von Grunder & Lemisch aus der Sammlung von Frank Papperitz, Pirna

Das ehemalige Unternehmen Grundner & Lemisch wurde am 3. November 1896 in Ferlach, Österreich von Franz Grundner und Otto Lemisch, Bruder des späteren Landesverwesers Arthur Lenisch gegründet. Ausgestattet mit internationalen Patenten wurde sie in wenigen Jahren der weltgrößte Hersteller von industriell gefertigten Bambusfahrrädern. Der volle Firmenname lautet k.k.priv. Bambus-Fahrräder-Fabrik Grundner & Lemisch. Beginnend mit anfänglich sechs Mitarbeitern war das Unternehmen bis 1886 bereits auf 63 Mitarbeiter angewachsen. Sein Angebot umfasste Herrenräder, Damenräder, Kinderräder und Tandems. Im Jahr 1898 schied Franz Grundner aus dem Unternehmen aus und Otto Lemisch führte es allein weiter. 1901 wurde die Fahrradproduktion in Ferlach eingestellt und 1902 in Ebenthal bei Klagenfurt unter dem geänderten Firmennamen k.k.priv. Bambus-Fahrräder-Fabrik Otto Lemisch weitergeführt. 1905 wurde das Werk in Ebenthal geschlossen; 1906 stellte das Unternehmen seine Tätigkeit ein.

## Die Pioniere

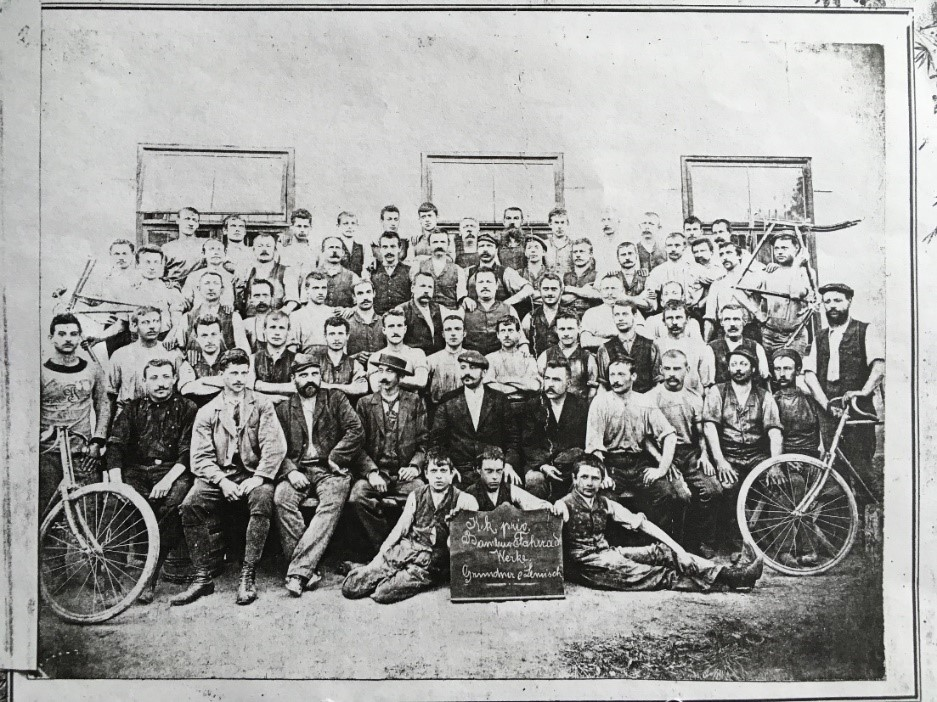
1898, bereits nach zwei Jahren war die Belegschaft von Grundner & Lemisch auf 63 Mitarbeiter angewachsen. Archiv Adamik, Ferlach

Den Startschuss gaben Pressemitteilungen aus London. Auf der Stanley Cycle Show hatte im November 1893 die Bamboo Cycle Co. Ltd. das erste Bambusfahrrad vorgestellt als „the most elegant machine upon the market, and up to date in any respect“. Es war sofort zur Sensation der Fahrradausstellung geworden und die Nachricht darüber elektrisierte auch die Fahrradenthusiasten und Technikfreunde in Klagenfurt, Österreich. Es waren vor allem Franz Grundner, Otto Lemisch und Karl Bräuer, denen es gelang in den folgenden zwei Jahren Bambusfahrräder zur Serienreife zu bringen, die notwendigen internationalen Patente zu erwerben und eine Firma mit Produktionsstätte aufzubauen.

### Franz Grundner
Franz Grundner war 1893 mit 32 Jahren nach Klagenfurt gekommen und hatte in der Wiener Gasse 10 eine Werkstatt für Fahrräder und Nähmaschinen eröffnet. In St. Johann im Saggautal, seinem Geburtsort, war der Mechaniker und Dreher ab 1891 bereits mit einem Hochrad aufgefallen. Seine Werkstatt in Klagenfurt wurde schnell zum Treffpunkt von Technikinteressierten, zu denen frühe Piloten ebenso zählen wie der Ingenieur Otto Lemisch und der Hutmacher Karl Bräuer. Er war ein energischer und vom Fahrrad begeisterter Mann, bildete sich in Abendkursen der Staatsgewerbeschule weiter und beschäftigte sich in seiner Werkstatt ständig mit Erfindungen und technischen Verbesserungen.
1894 trat er als Mitbegründer des Radfahrvereins „Vorwärts“ in Erscheinung, der Fahrkurse und Ausfahrten veranstaltete und Sternfahrten mit anderen Radfahrvereinen organisierte. Seine Frau Rosa war Mitglied im „Fahrrad-Kränzchen“ einem Damenfahrradclub im Klagenfurter Masslgarten, wo bei schlechtem Wetter der Fahrradunterricht im Tanzsaal stattfand. Bei Spazierfahrten „erschienen die Damen in schicker sportlicher Aufmachung mit Sportmützen, Girardihut, Krawatten, eingeschnürter Wespentaille und langen Röcken.“
„Er war auch ein eifriger Jäger und Bergsteiger und führte stets einen Bergstock aus Bambus mit sich. Dieser leichte und dennoch dauerhafte Stock brachte ihn auf die Idee, Bambus auch für die Erzeugung von Fahrrädern zu verwenden.“
Die Nachricht aus London vom ersten Bambusrad tat ein Übriges.
Er war der Konstrukteur des „Ferlacher Bambusrades“ und Leiter der Fabrik im gleichnamigen Ort nahe bei Klagenfurt, aber auch der Motor und die Seele der neu gegründeten Firma und er war ihr erster Verkäufer: „Als Grundner hörte, in Döllach i. Mölltal wollte sich jemand ein Fahrrad kaufen, setzte er sich kurzentschlossen auf sein Bambusrad und bewältigte die Strecke Klagenfurt – Döllach in einem Tag, was bei den damaligen Straßenverhältnissen eine erstaunliche Leistung darstellte.“ Die Fahrradstrecke zwischen den beiden Orten beträgt 160 km. Döllach liegt etwa 600 Meter höher und Grundner hatte keine Gangschaltung.
Persönliche Differenzen brachten die beiden Kompagnons schließlich auseinander und Franz Grundner zog sich aus dem gemeinsamen Unternehmen zurück, vertrieb aber weiter Bambusfahrräder von Grundner & Lemisch in seinem Ladengeschäft in Klagenfurt in der Wienergasse 10.
Auch nach seinem Ausscheiden aus der gemeinsamen Firma trat weiter als Erfinder und Unternehmer in Erscheinung. 1900 erwarb er ein Patent für ein Wasserfahrrad und 1901 eine Konzession zum Verleih von Wasserfahrrädern auf dem Wörthersee. Bilder zeigen ihn 1910 ebendort mit seinem Wasserauto.
Franz Grundner starb mit 84 Jahren am 23. Juli 1945 in Weitersfeld.

### Otto Lemisch
Otto Lemisch war Ingenieur, hatte in Berlin, Karlsruhe und Wien studiert. Er stammt mütterlicherseits aus einer sehr wohlhabenden Familie, in der sich reiche Bauern und Adel verbunden hatten. Im 19. Jahrhundert wandelte sie sich zur Industriellenfamilie und erwarb ein Vermögen mit Bergbau und Eisenverhüttung. Sein Vater, der „Arzt Dr. Josef Lemisch durfte als begabter Bauernbub studieren, weil es ihm der Graf Egger von St. Georgen durch ein monatliches Stipendium von 15 bis 17 Gulden ermöglicht hatte.“
Seine Mutter hatte den Rainerhof in Klagenfurt und eine ganze Reihe von Seevillen und Bäder am Wörthersee erbaut. Er war ihr dritter und jüngster Sohn und im Gegensatz zu seinen älteren Brüdern, die beide promovierte Juristen und landespolitisch sehr aktiv waren, hatte er eine naturwissenschaftliche Ausbildung genossen. Nach Abschluss seines Studiums verbrachte der Ingenieur einige Jahre in den USA um sich fortzubilden.
Ein Portraitfoto von ihm ist nicht bekannt. Es existieren nur wenige Bilder, die ihn beim Überqueren des Wörthersees auf einem Wasserfahrrad oder beim Eisstockschießen auf dem zugefrorenen See zeigen.
Im Jahre 1893, als die drei sich kennen lernten, war er mit 27 Jahren der Jüngste und aufgrund seines familiären Hintergrundes der Finanzier und Investor, der von Carl Bräuer dessen Patentrechte erwarb und mit Franz Grundner die Firma Grundner & Lemisch gründete. Während Grundner als Konstrukteur, Produktionsleiter, Verkäufer überliefert ist, war Otto Lemisch auf die kaufmännischen Belange konzentriert und betrieb die Ausweitung des Unternehmens.
Nach dem Ausscheiden von Franz Grundner 1898 führte er das Unternehmen allein weiter und organisierte auch seinen Umzug von Ferlach nach Ebenthal, ebenfalls in unmittelbarer Nähe zu Klagenfurt. Er eröffnete im Rainerhaus in Klagenfurt einen Fahrradladen, in dem die Räder verkauft wurden und unternahm später auch den Versuch in den USA Fuß zu fassen, den er allerdings bereits ein Jahr später 1901 wieder aufgab. Er zog nach seiner Rückkehr aus den USA in Pörtschach in die von seiner Mutter erbaute Villa Seewarte am Ufer des Wörthersees. Seine Tätigkeit als Fabrikant brachte ihm den Titel k.k. Hoflieferant ein und er brachte dort neben dem kaiserlichen Adler den Schriftzug „O. Lemisch Fabrikant für Bambusfahrräder und k.k. Hoflieferant“ an.
Die Firma bestand unter seiner Leitung noch bis 1905, befasste sich jetzt aber nicht mehr ausschließlich mit Bambusfahrrädern. MotorZweiräder, Eisenbahn-Dreiräder, Stahlräder und Schlittschuhe kamen hinzu.
„Später wurde er Bürgermeistes in Pörtschach und zog sich 1921 nach seiner Abberufung als Bürgermeister und Ortsschulrat enttäuscht in seine Seevilla zurück.“
Er verstarb mit 74 Jahren am 23. Dezember 1940 in Pörtschach.

### Carl Bräuer
Carl Bräuer war mit 39 Jahren der älteste der Drei und stammte aus Atzgersdorf bei Wien. Er war Hutappreteur (Hutmacher) und machte von 1893 bis 1896 in Klagenfurt eine Lehre als Galanteriewaren-Händler bei Alois Fuchs. Nach Abschluss seiner Lehre arbeitete er in dessen „KunstGalanterie“ und Waffenhandlung noch bis 1898, bevor er 1900 die Konzession für ein eigenes Geschäft erwarb.
Mit seiner Lehre als erstem Schritt hin zu einem eigenen Geschäft hatte er gerade einen neuen Lebensabschnitt begonnen und wollte vermutlich diese Weichenstellung nicht wegen der Bambusfahrradidee ändern. Vielleicht hat er sich deshalb nicht an der Gründung der Firma Grundner & Lemisch beteiligt. Zu diesem Zeitpunkt hatte er auch weder die finanziellen Mittel Otto Lemischs noch eine Fahrradwerkstatt wie Franz Grundner. Sein wichtiger Beitrag lag in der Erlangung der Patente für alle Neuerungen, die er zusammen mit Franz Grundner in kurzer Zeit ausarbeitete, um die Produktion von Bambusfahrrädern im Manufakturmaßstab auf den Weg zu bringen.
Bräuer und Grundner haben sich vermutlich im Clublokal des Radfahrvereins „Vorwärts“ im Hotel Lamm am alten Platz kennen gelernt und die beiden erhielten im April 1896 das „Privilegium“ mit der Nummer 46/1512 und dem Titel „Fahrradrahmen und Fahrradfelgen aus Bambusrohr“. Die Patentschrift trägt seinen und Franz Grundners Namen und war zusammen mit einem behördlich autorisierten technischen Büros für Patentangelegenheiten in Wien verfasst und eingereicht worden. Noch im selben Jahr verkaufte Bräuer seine Anteile an dem Privilegium an Otto Lemisch und eine wichtige Voraussetzung für die Gründung der Firma „K.k.priv.Bambus Fahrräderfabrik Grundner & Lemisch“ war geschaffen.
Zeitgleich mit dem Verkauf des Patentes an Otto Lemisch reichte er im Juli 1896 ein Gesuch für ein „ausschliessliches Privilegium auf ein Fahrrad ein, dessen Rahmen und Radfelgen aus Pfefferrohr hergestellt sind“ ein, das ihm im September 1896 zuerkannt wurde. Pfefferrohr bezeichnet im Allgemeinen einen dunkel gefleckten Bambus. Inhaltlich besteht zwischen dem Patent auf Bambusfahrradrahmen, dessen Rechte Carl Bräuer an Otto Lemisch abgetreten hatte und dem neuen Patent kein Unterschied.
Auch wenn Carl Bräuer damit keine Verbindung mit dem Unternehmen hatte, beschäftigte er sich weiter mit Erfindungen rund um das Fahrrad. 1897 erwarb er zwei weitere Privilegien für „Neuerungen an Treibketten für Fahrräder“ und „Fixiereinrichtungen für Fahrradbremsen“.
Im Jahr 1900 eröffnete er in der Bahnhofstraße 10 in Klagenfurt ein Ladengeschäft, in dem er unter anderem Sportartikel, Waffen, Stahlwaren, Jagdausrüstung und Fahrräder verkaufte. Das Geschäft bestand ebenfalls weit über seinen Tod hinaus. Er verstarb mit 63 Jahren am 8. August 1917 in Klagenfurt.

## Patentrechte und Firmengründung
Bereits zu Weihnachten 1895 stellten Franz Grunder und Otto Lemisch ihr erstes Bambusrad vor. Es war ein Prototyp anhand dessen die Rahmenkonstruktion entwickelt wurde. Drei Monate später war sein Konstruktionsprinzip bereits so ausgereift und dokumentiert, dass es als Patentanmeldung beim Österreichischen Handelsministerium eingereicht werden konnte.
Auf dieser Grundlage erfolgte am 3. November 1896 die Firmengründung über die in der Klagenfurter Zeitung, Ausgabe vom 27. Mai 1896 berichtet wurde: „Am 16. April d.J. wurde vom k.k. Handelministerium in Wien Karl Bräuer und Franz Grundner, Mechaniker in Klagenfurt, auf ein neu erfundenes Fahrrad aus Bambusrohr das Patent erteilt. Das Rad, welches ein sehr gefälliges Aussehen hat, ist vollständig aus Bambus. Die Rohre sind durch eine sehr sinnreiche Verbindung untereinander befestigt. Die Leichtigkeit ist eine derartige, daß sie wohl alle bisher bestehenden Fahrräder übertrifft. Weitere Vorteile sind, daß das Rad gründlich zerlegbar ist, daher von jedem Laien selbst zerlegt und repariert werden kann, im Notfalle einzelne Teile auch durch andere Holzstäbe ersetzt werden können, so daß die Reparaturkosten des Rahmens ganz in Wegfall kommen. Auch kann das Fahrrad vom Fahrer selbst aufgeschraubt und in jede beliebige Form umgeändert werden. Da der Bambus schon von Natur aus ein schönes und unverwüstliches Email besitzt, sind auch die Emaillierungskosten ausgeschlossen. Auch hat dieses Gewächs die gute Eigenschaft, keine Feuchtigkeit aufzunehmen, ist elastisch, kann also nie, wie Stahlrohr gebogen werden. Die Tragfähigkeit, welche genügend erprobt ist, ist eine großartige, und wenn man bedenkt, daß alle schweren Lastwagen auch aus Holz zusammengeschraubt sind, so scheint jeder Zweifel gegen die Haltbarkeit dieser Verbindung unbegründet. Da die Erzeugung dieser Räder bedeutend schneller und einfacher vor sich geht, so stellt sich der Preis auch niedriger, und die Fahrräder sind daher einem großen Teil der Bevölkerung leichter zugänglich. Die Erfindung wird dadurch nur umso wertvoller und die Erfinder sind zu derselben wirklich zu beglückwünschen.“
Grundner & Lemisch erwarben den Patentschutz für die Länder Österreich, Deutschland, Italien, in der Schweiz, in Russland, Frankreich, England und Belgien. Daran kann man erahnen in welchem Maßstab sie bereits dachten und wo sie ihren Absatzmarkt vermuteten.

## Etablierung einer Produktionsstätte
Auf der Suche nach einer geeigneten Produktionsstätte wurden Grundner & Lemisch in Ferlach bei Klagenfurt fündig. Ferlach war zu der Zeit eine Gemeinde mit etwa 6000 Einwohnern und hatte als Büchsenmacherstadt ideale Voraussetzungen. Seit 1873 bestand eine Büchsenmachergenossenschaft und damit in der Metallverarbeitung geschulte Arbeitskräfte, und es gab ein Maschinenhaus, das eben erst durch ein zweites, größeres ersetzt worden war und deshalb an Grundner & Lemisch vermietet werden konnte. Das Maschinenhaus war mit einer Turbine ausgestattet, die die notwendige Energie für die Produktion lieferte. Der Betriebsleiter war Franz Grundner. Sie legten in Ferlach einen fulminanten Start hin. In einer Veröffentlichung von 1898 liest sich das so:
„Es sind schon viele Versuche mit solchen Rädern gemacht worden, aber bis dahin war es nicht gelungen, ein wirklich verwendbares Fabrikat herzustellen. Es ist das Verdienst der Firma Grundner & Lemisch, das Problem endgültig gelöst zu haben. Der Erzeugungsort war die Jahrhunderte alte Ferlacher Gewehrfabrik, deren guter Ruf den neuen Erzeugnissen bei ihrem Eintritt in die Öffentlichkeit eine wirksame Empfehlung mitgab.
Aufgemuntert durch die begeisterte Aufnahme, welche den Proberädern in den Kreisen der Radfahrer zu Theil ward, gingen die Erfinder an die Einrichtung einer reich ausgestatteten Fabrik, und die hochgespannten Erwartungen, welche dieselben an das Unternehmen knüpften, haben sich in der Folge voll und ganz erfüllt. Der Betrieb wurde mit sechs Arbeitern begonnen, deren Zahl sich bis heute, wo die Entwicklung noch lange nicht abgeschlossen ist, auf 62 erhöht hat; eine Turbine liefert die nötige Kraft, und eine stattliche Anzahl von Specialmaschinen aller Art, darunter mehrere amerikanische Originale, ermöglichen es, alle Theile des Rades mit Ausnahme der Leder- und Gummibestandteile in den eigenen Werkstätten herzustellen.
Das aus Shanghai importierte Rohmaterial, welches nur in gut ausgereiftem Zustand für die Bearbeitung tauglich ist, wird seiner Stärke entsprechend sortiert und zunächst nach einer eigenen Methode, welche Geheimnis der Fabrik ist, den schädlichen Einflüssen von Hitze und Nässe gegenüber widerstandsfähig gemacht. Dann werden die in eine bestimmte Länge geschnittenen Bambusstöcke an den beiden Enden mit Hilfe eines eigenen Fraisers auf den genau bestimmten Durchmesser gebracht und hierauf mit großer Gewalt in die Verbindungsstücke getrieben, welche vorher mit einem eigenen, gegen Nässe und Hitze unempfindlichen Kitt, dessen Herstellung ebenfalls Geheimnis ist, eingekittet worden sind. Die Bambustheile des Rahmens werden hierauf durch eine sinnreiche Vorrichtung vermittels Schraubenbolzen und -Muttern mit den Verbindungsstücken in Zusammenhang gebracht; die für die Vorderradgabel bestimmten Bambusstöcke erhalten nach einer eigenen Methode auf heissem Wege, jedoch ohne die Anwendung von Dampf, die entsprechende Form.
Die technische Hauptschwierigkeit, deren Lösung die angestrengteste geistige Arbeit kostete und zahlreiche praktische Versuche nöthig machte, lag darin, den Verbindungstücken eine passende Form und Construktion zu geben, da an sie eine dreifache Anforderung gestellt werden musste: absolute Festigkeit, Leichtigkeit und Billigkeit. Nach vielen Bemühungen und mancherlei Proben gelang es den Erfindern, auch diese Hauptfrage in einer nach allen Richtungen befriedigenden Weise zu lösen. Die genannten Verbindungsstücke werden zunächst von besten Mannesmann- oder Weldlessrohren in entsprechender Länge abgeschnitten, rotglühend gemacht und dann in Originalmatrizen gebracht. Nachdem sie hierauf entsprechend gebohrt worden sind, wird genau in der Mitte derselben ein Längsspalt ausgefraist. Die so vorbereiteten Verbindungsstücke werden dann zum Schlusse polirt und vernickelt.
Die einfache Construction hat sich in der Praxis durch ihre Festigkeit und Elastizität vorzüglich bewährt und den Bambusrädern den besten Stahlrädern gegenüber, was Leichtigkeit, absolute Biegungs- und Knickfestigkeit and Billigkeit angelangt, den Vorrang verschafft.“
Industrielle Produktion mit den Zielkriterien Stabilität, Gewicht und Preis von vorne herein!
Im Laufe der Zeit haben sich dann noch Verbesserungen ergeben, man hatte gelernt und wich von den Patenten und dem soeben beschriebenen Verfahren geringfügig ab.
„Am ‚Technologischen Gewerbemuseum‘ in Wien wurden Prüfungen über die Tragfähigkeit der Bambusrahmen vorgenommen und haben dieselben folgendes Resultat ergeben: Die Belastungsproben dauerten vom 1. März bis zum 27. März 1899. Hierbei ergaben sich unter Belastungsstufen von 50 kg, daß bei 550 kg Sattelgewicht eine Kurbelsenkung von 7,7 mm eintrat, welche keine bleibende Senkung zurückließ. Bei einer Belastung von 900 kg war die Kurbelsenkung 20 mm und hinterließ eine bleibende Senkung von 7,4 mm. Die Senkung sind auf die Elastizität der Gabel zurückzuführen, welche sich unter dieser großen Belastung nach vorne gebogen hat. Bei einer Belastung von 2800 kg sind die vorderen Gabelstangen gesprungen.“
Die Qualität der Bambusfahrräder erlaubte Grunder & Lemisch auf den Bambusrahmen eine Garantie von drei Jahren zu gewähren, während alle anderen Metallteile mit einem Jahr Garantie ausgestattet wurden.
Es ist ein weiteres Beispiel für die Umsicht der beiden Unternehmer, dass sie es nicht dabei beließen, diese Tests in Auftrag zu geben, sondern auch aktiv und für jeden verständlich damit zu werben. Der Wiener Athlet Georg Jagendorfer wurde mit seinen 124 kg Körpergewicht der lebende Beweis für die Robustheit der Bambusfahrräder.
Das Produktportfolio war zu diesem Zeitpunkt bereits komplett und umfasste Herrenräder, Damenräder, Tandems und Räder für Kinder. Später kamen dann noch spezielle Fahrzeuge wie ein Eisenbahn-Dreirad hinzu.
Die Ergebnisse ihrer Arbeit erhielten bereits 1896 Preise auf einer Ausstellung in Innsbruck, 1897 auf der Weltausstellung in Brüssel und auf Ausstellungen 1897 und 1898 in Wien. Auf einer Ausstellung 1898 in Leipzig waren ebenfalls Grundner & Lemisch Bambusfahrräder zu sehen.

## Marketing und Vertrieb
Grundner & Lemisch wurden von der wachsenden Begeisterung für das Fahrrad getragen. Mit viel Geschick machten sie sich einen zweiten Trend im ausgehenden 19. Jahrhundert zugute: Dem wachsenden Interesse für den fernen Osten. Asien war schick und auch die Heimat des von Grundner & Lemisch aus Shanghai importiertem Bambus. Der Plakatentwurf von Josef Maria Auchentaller, einem Mitglied der Wiener Secession von 1898, zeigt eine freundliche winkende Japanerin auf einem Rad von Grundner & Lemisch. Elegant, leicht, dauerhaft sind die drei Attribute mit dem das Rad beworben wurde. Sie finden sich auch auf einer anderen Anzeige, in der ein indisch aussehender Mann mit Turban einem Tiger sein Baby entführt – auf einem Grunder & Lemisch Fahrrad.
Heute würde man wohl sagen, dass das Produkt Bambusfahrrad dem Lifestyle der Zielgruppe gemäß positioniert wurde. Sein Preis lag nach einer Berechnung des Statistischen Zentralamtes in Wien bei siebeneinhalb Monatsgehältern eines Stahlarbeiters und entsprach dem Wert von 100 kg Brot und es war auf eine wohlhabende Käuferschicht ausgerichtet. Für diese wurde seine Attraktivität mit weiteren Dienstleistungen und einer dem Zeitgeist angepassten Darstellung des Produktes angehoben. Zum Aufbau einer „Community“ um das Thema Bambusfahrrad gehörte auch die Gründung von Fahrradclubs. Dem Klagenfurter Fahrradclub „Vorwärts“, der aufgrund seines Namens eher auf eine sozialdemokratische Ausrichtung hindeutet stand das schon erwähnte „Fahrrad-Kränzchen“ ein Damenfahrradclub zur Seite. Beide dienten dem Fahrunterricht, der „Vorwärts“ darüber hinaus der sportlichen Betätigung durch die Veranstaltung von Radrennen, und vom „Kränzchen“ ist das modische Erscheinungsbild der Teilnehmerinnen bei Ausfahrten überliefert. In einer Anzeige in der Klagenfurter Zeitung 1899 von Franz Grundner wird die Radfahrschule mit Radfahrgarantie beworben.
„Grösste Radfahrschule im Masslgarten (Klagenfurt). Die Schule ist gänzlich abgeschlossen und wird das Radfahren im Freiem (nicht im Saale) von tüchtigen Fahrlehrern gründlich unter Garantie gelernt. Die Schüler haben den Zutritt zur Radfahrschule und die Benützung der Schulräder einen Monat frei.“
Das dabei erprobte Konzept haben Grundner & Lemisch wenig später auf die Metropole der k.u.k. Monarchie ausgedehnt und in Wien gleich mehrere Niederlassungen gegründet.
In der Taborstraße 11a wurde Anfang 1898 die nach eigenem bekunden „eleganteste Winter-Radfahr-Schule Wiens“ im innerstädtischen 2. Bezirk eröffnet. Nicht weit entfernt im 1. Wiener Bezirk in der Dominikanerbastei 21 wurde im Oktober desselben Jahres eine Verkaufniederlage eröffnet. Später wurde diese in den 9. Bezirk in der Garelligasse 2, Ecke Alserkaserne verlegt.
Das Gebäude, in dem die Fahrradschule untergebracht war, atmet heute noch die Atmosphäre des Salons, den Grundner & Lemisch dort einrichteten.
Das Centralblatt für Radsport und Athletik schrieb 1898:
„Die Bambusradfabrik von Grundner & Lemisch in Ferlach hat in Wien II, Taborstrasse 11a, eine Winter-Fahrschule errichtet, die in ihrer Größe, Zweckmäßigkeit und Eleganz ein wahrhaft grossstädtisches Etablissement vorstellt. In den Abendstunden ist das Lokal elektrisch beleuchtet und ein behagliches Lesezimmer bietet Comfort während der Ruhepausen. Käufer eine Bambusrades, das sich schon vortrefflich bewährt hat, erhalten kostenlosen Unterricht, für Nichtkäufer sind mässige Bedingungen gestellt.“
Neben den Verkaufsniederlassungen, Reparaturwerkstatt und einem Radfahrsalon wurde auch die Einrichtung eines Fahrradclubs von Klagenfurt übernommen. In Wien wurden Radrennfahrer mit den Bambusrädern ausgestattet, um die Belastbarkeit und Wettbewerbsfähigkeit zu beweisen. „Die Bambusradler“ – ein Radfahrerclub in Wien wurde gegründet und nahm an so manchen Rennen teil. Dabei gab es immer wieder Reibereien, da andere Clubs die Bambusradler beschuldigten ein reiner Werbeclub zu sein und Rennfahrer dafür extra einzukaufen (was im Amateur-Radfahrsport schwerstens verpönt war). Der Club wurde 1900 wieder aufgelöst.
Aus Klagenfurt kommend war der Schritt nach Wien, der Hauptstadt der Monarchie naheliegend. Wie aber einen Kundenkreis außerhalb dieser beiden Städte ansprechen und die Räder Käufern an anderen Orten nahebringen?
Grundner und Lemisch gingen das mit einer Strategie an, die sich auf zwei Beine (besser Räder) stützte: Sie suchten und fanden Vertriebspartner in verschiedenen Ländern boten ihre Fahrräder aber auch über den eben erst erfundenen Versandhandel an.
Vertriebspartner wurden in Österreich, Deutschland und der Schweiz gefunden.
Oscar von Födransperg aus Linz erhielt die exklusiven Vertriebsrechte für Oberösterreich und Salzburg, die Bukowina, Rumänien und Bulgarien. Der mit ihm am 15. November 1897 abgeschlossene Vertrag gibt detailliert Auskunft wie die Zusammenarbeit mit den Vertriebspartnern geregelt wurde. Oscar von Födransperg erhielt Gebietsschutz und verpflichtete sich im Gegenzug kein Fahrrad eines anderen Herstellers zu verkaufen. Der Vertrag hatte eine Laufzeit von einem Jahr und verlängerte sich, wenn er nicht gekündigt wurde um ein weiteres Jahr. Herrenräder wurden in der Basisversion zu 115.- Kronen, Damenräder und Rennmaschinen zu 125.- Kronen überlassen. Bei besonderer Ausstattung für Sättel, Lenkstangen aus Holz, Hohlfelgen aus Stahl oder Holzfelgen erfolgte ein Aufpreis. Das galt auch für besondere Bauarten, „die einen Mehraufwand von Arbeit und spezieller Anfertigung von Bestandteilen erfordert.“ Die Bezahlung erfolgte zur Hälfte bei Bestellung und zur Hälfte nach Lieferung. Eine neue Bestellung war erst möglich, wenn die letzte vollständig bezahlt war. Die Garantie auf den Bambusrahmen betrug drei Jahre auf alle weiteren Metallteile ein Jahr und musste an den Endkunden weiter gegeben werden. Preislisten und Plakate für Reklamezwecke wurden von Grundner & Lemisch zur Verfügung gestellt.
Neben dem Verkauf der Bambusfahrräder durch Vertriebspartner mit Gebietsschutz versuchten sich Grunder & Lemisch auch mit einem völlig neuen Vertriebskanal. Im Hauptkatalog von 1900 des Versandhandels August Stukenbrock wurde eines ihrer Fahrräder als „Deutschlandrad“ aus Bambus angeboten. August Stukenbrok hatte 1890 in Einbeck, Deutschland, eine Fahrradhandlung gegründet. „Aus dem bescheidenen kleinen Ladengeschäft entwickelte sich innerhalb weniger Jahre eine weltweit agierende Firma mit mehrern hundert Beschäftigten. Als einer der ersten Unternehmer entwickelte Stukenbrok im Deutschen Reich die aus Amerika stammende Idee des Versandgeschäftes im großen Stil.“
„Stukenbrok war kein Fahrradkonstrukteur. Er orderte die Fahrräder und ihre Einzelteile in großen Mengen bei verschiedenen Herstellern und ließ sie entsprechend den Kundenwünschen um- und zusammenbauen. Alle Modelle wurden unter der Schutzmarke „Deutschland“, später „Teutonia“, vertrieben.“ Die beiden an den deutschen Nationalstolz appellierenden Wortmarken wurden im Hauptkatalog durch weitere nationalistische Anspielungen umrahmt.
Die Fahrräder wurden gegen Barzahlung, Nachnahme oder Vorkasse noch am Tag des Eingangs der Bestellung versandt. Die Auflage des Kataloges betrug 1900 100.000 Exemplare und erreichte bis zum Ersten Weltkrieg eine Millionenauflage, die im gesamten Deutschen Reich vertrieben wurde und  fand.
Sehr auffällig ist der Preis von 250,- Mark. Selbst die Luxusausführungen der Stahlräder im gleichen Katalog wurden zu keinem höheren Preis angeboten und ihre Preispalette beginnt bei lediglich 130.- Mark. Auch bei Stukenbrok repräsentiert das Bambusrad die Oberklasse.
Dieser neue Vertriebsweg erwies sich in den Folgejahren für Fahrräder als sehr erfolgreich. Das Bambusrad von Grunder & Lemisch ist allerdings nur in Stukenbroks Hauptkatalog von 1900 enthalten, danach taucht es nicht mehr auf. Es bleibt offen, ob der mangelnde Absatz über diesen Vertriebskanal oder die schrittweise Niedergang von Grundner & Lemisch die Ursache waren.

## Der Niedergang des Unternehmens
Die große Zeit von Grundner & Lemisch lag um 1900 schon hinter ihnen. Von 1894 bis 1898 war die Phase des rasanten Aufstiegs, dann kamen einige geschäftliche Rückschläge und auch im persönlichen Verhältnis der beiden Unternehmer zeigten sich Differenzen. Ein Satz aus dem Tagebuch von Franz Grundner könnte den Wendepunkt markieren: „Habe mich mit Otto gestritten, werde jetzt mit ihm zwei Wochen nicht sprechen“. Schwer zu beurteilen, ob die menschlichen Differenzen, der unterschiedliche familiäre Hintergrund und die verschiedenen Interessen den Ausschlag für den wirtschaftlichen Sinkflug gaben, in den das Unternehmen langsam überging. Möglicherweise sind Ursache und Wirkung auch gerade umgekehrt zu sehen. Jedenfalls trennten sich ihre Wege. Franz Grundner bis zu diesem Zeitpunkt Fabrikleiter in Ferlach und technischer Kopf des Unternehmens, zog sich im Frühjahr 1898 zurück. Er konzentrierte sich nun völlig auf sein Ladengeschäft in der Wiener Gasse 10 in Klagenfurt, wo er auch weiterhin Bambusfahrräder vertrieb und bis zum Jahre 1900 nach eigenem bekunden das „größte Fahrrad- und Nähmaschinenlager in Kärnten“ aufbaute.
Zur gleichen Zeit versuchte Otto Lemisch das Unternehmen zu expandieren. Die Niederlassungen in Wien wurden gegründet und er versuchte 1899 den Sprung über den Atlantik. Er eröffnete in den USA eine Fahrradfabrik und versuchte auf dem amerikanischen Markt Fuß zu fassen. Der Versuch scheiterte und 1901 war Otto Lemisch aus den USA zurück, wo ihn die Kündigung der gemieteten Fabrikräume in Ferlach zwang seine Produktion in die Fabrikstraße1 in Ebenthal bei Klagenfurt zu verlegen. Vermutlich ein herber Schlag, da das wohl auch mit dem Verlust von Fachkräften einherging. Die von ihm gemietete Maschinenhalle 1 wurde wegen der anziehenden Konjunktur für Jagdgewehre von der Ferlacher Büchsenmachergenossenschaft wieder selbst benötigt.
Das Unternehmen firmierte von diesem Zeitpunkt an als „K.k. priv. Bambus-Fahrräder-Fabrik Otto Lemisch, Ebenthal bei Klagenfurt“. Unter dem Betriebsleiter Anton Bronich produzierte es Bambusräder, Motor-Zweiräder, Eisenbahn Dreiräder Stahlräder und Schlittschuhe
Ebenfalls 1901 schloss er die Fahrradniederlage in Wien und eröffnete gleichzeitig eine 1902 im Rainerhof, seinem Elternhaus in Klagenfurt eine Niederlage samt einer kleinen Reparaturwerkstätte.
Die Herstellung der Bambusräder wurde noch bis 1904 in Ebenthal fortgeführt danach wurde die Fabrik geschlossen und das Unternehmen stellte seine Geschäftstätigkeit ein.
Zahlen über die Geschäftsentwicklung, Verkaufszahlen oder Bilanzen liegen nicht vor, so dass wir die Gründe für den schrittweisen Niedergang von Grundner & Lemisch zwar erahnen und benennen aber nur schwer gewichten können. Auffällig ist, dass alle damals bekannten Hersteller von Bambusrädern in dem gleichen Zeitraum entstanden und noch schneller als die Kärntner Bambusfahrradbauer wieder von der Bildfläche verschwunden sind. Das gilt gleichermaßen für Europa wie für die Vereinigten Staaten.
In Zeitungsberichten und Buchbeiträgen werden verschiedene Gründe hierfür angeführt. Der Streit zwischen den beiden Firmengründern, die große inländische Konkurrenz, die unzureichende Finanzdecke. In der Ortschronik von Pörtschach schreibt Otto Müller: „In den Jahren 1895 bis 1905 sah man viele Bambusräder in Gebrauch. (…) Aber die Bambusfahrräder waren nur Modeartikel und bald verschwanden sie aus dem Straßenverkehr“. Der exotische Reiz des Bambus spielte sicher eine wesentliche Rolle denn es gab nur in den entwickelten Industrienationen außerhalb des weltumspannenden Bambusgürtels Produzenten von Bambusfahrrädern, Länder, in denen es keine Tradition der Bambusverarbeitung gab und er nicht selbstverständlicher Bestandteil des täglichen Lebens war. Exotik als Lebensstil passte womöglich immer weniger zu der erstarkenden nationalistischen und kolonialistischen Weltanschauung der industrialisierten Länder. Geradezu sinnfällig ist der Widerspruch zwischen dem exotischen Bambusrad in Stukenbroks Katalog und dem auf der zweiten Seite abgedruckten „Radlerlied“ zur Melodie von „Deutschland, Deutschland über alles!“.
Ein anderer Faktor liegt sicher in den enormen Fortschritten der Eisen- und Stahlverarbeiteten Industrie in dieser Zeit, von der die Hersteller von Stahlrädern direkt profitierten. Einige Autoren sehen darin einen wesentlichen Grund für das Scheitern des Unternehmens. Tatsächlich kann man in dieser ersten Phase der Herstellung von Bambusrädern bei keinem der Hersteller eine Weiterentwicklung der Fertigungsverfahren, Materialien und Rahmenkonstruktion ausmachen. Alle verbanden die Bambusrohre mit Rohren und Muffen aus Metall, meist Stahl, nur gelegentlich Aluminium.
Friedrun Pleterski, die Enkelin von Arthur Lemisch, dem Bruder Ottos fasst es wie folgt zusammen:
Das Bambusrad „war genial, doch es war ihm kein dauerhafter Erfolg beschieden. Viel beworben, in den Medien viel zitiert, war es in der Öffentlichkeit bekannt geworden. Ein Werbespruch lautete: ‚Wir kommen aus dem Kärntnerland, wo mancher gar viel Schönes fand. Was mich entzückt in höchsten Grad, das ist das Ferlacher Bambusrad.‘“
In einer Publikation wurde die Episode 2012 so zusammengefasst: „Drei skurile Herren hatten zwar verschiedene Berufe, aber ein gemeinsames Interesse: das Bambus-Fahrrad. Und es wäre keine typisch österreichische Geschichte, wenn der rasche Erfolg ihrer Erfindung nicht ebenso bald in einem wirtschaftlichen Misserfolg geendet hätte. Persönliche Differenzen und technische Konkurrenz haben dazu geführt, dass dieses mehrfach prämierte und über die Grenzen Österreich-Ungarns hinaus vertriebene Bambusfahrrad nur zehn Jahre lang produziert worden ist.“